# Sanjaco-bei
Sanjaco-bei (em turco otomano: سنجاق بك; romaniz.: sanjaq-bey; lit. "senhor do estandarte") era o título dado no Império Otomano a um bei (um oficial de alta patente, mas geralmente não um paxá) nomeado ao comando militar e administrativo de um distrito (sanjaco, em árabe liuá), daí o título árabe equivalente de emir-liuá (em árabe: أمير لواء; romaniz.: amīr liwā). Como outros antigos cargos administrativos otomanos, tinha origem militar: o termo sanjaco (e liua) significa "bandeira" ou "estandarte" e denotava a insígnia em torno da qual, em tempos de guerra, os cavaleiros que detinham feudos (timares ou ziametes) no distrito específico se reuniam. O sanjaco-bei era, por sua vez, subordinado a um beilerbei ("bei dos beis") que governava um eialete e comandava seus sanjaco-beis subordinados na guerra. Dessa forma, a estrutura de comando no campo de batalha se assemelhava à hierarquia do governo provincial.
O cargo de sanjaco-bei se assemelhava ao do beilerbei em uma escala mais modesta. Como o beilerbei, o sanjaco-bei obtinha sua renda de uma prebenda, que consistia geralmente em receitas das cidades, cais e portos dentro dos limites de seu sanjaco. Dentro de seu próprio sanjaco, um governador era responsável acima de tudo por manter a ordem e, com a cooperação dos detentores de feudos, prender e punir os infratores. Por isso, ele geralmente recebia metade das multas impostas aos malfeitores, com o detentor do feudo em cujas terras o delito ocorreu, recebendo a outra metade. Os governadores de sanjacos também tinham outros deveres, por exemplo, a perseguição de bandidos, a investigação de hereges, o fornecimento de suprimentos para o exército ou o despacho de materiais para construção naval, conforme o sultão ordenasse.